# Producent wykonawczy
Producent wykonawczy (ang. executive producer) – osoba, która z ramienia wytwórni filmowej bądź muzycznej ma generalny nadzór nad powstawaniem dzieła, ale zasadniczo nie uczestniczy w procesie jego realizacji. Producent wykonawczy ma kontrolę nad stanem zaawansowania produkcji filmu czy albumu, budżetem i bieżącymi kosztami, ale konkretne decyzje realizacyjne znajdują się w gestii producenta filmu lub producenta muzycznego, który jest najczęściej głównym inwestorem projektu.